# Pavilhão Multiusos de Guimarães
Il Pavilhão Multiusos de Guimarães è un palazzetto dello sport della città di Guimarães in Portogallo. Ha una capienza totale di 7603 posti a sedere e 3592 per lo sport.
L'impianto venne inaugurato il 17 novembre 2001.

## Eventi ospitati
- Final Four CERH Champions League 2001-2002